# Шахбедин
Шахбедин паша (тур. Şehabettin Paşa; — након 1455) био је османски војсковођа и беглербег Румелије. Он jе Уџ Бег (тур. Uc-Bey) и Мирмиран.
Шахбедин је каријеру започео као санџакбег пограничног подручја у Албанији, а 1436. године султан Мурат II га је био поставио за румелијског беглербега. Учествовао је у опсади Београда 1440. године, а наредне године водио је поробљавање територија, укључујући и важне руднике сребра у Новом Брду. Његов гроб налази се у дворишту џамије изграђене у Пловдиву.